# Kazinka (rejon szpakowski)
Kazinka (ros. Казинка) – wieś w Rosji, w Kraju Stawropolskim, w rejonie szpakowskim. W 2010 liczyła 2173 mieszkańców.